# Хорниг, Карола
Карола Хорниг (нем. Carola Hornig; род. 30 апреля 1962[…], Штендаль, Саксония-Анхальт), в девичестве Мизелер (нем. Miseler) — немецкая гребчиха, выступавшая за сборную ГДР по академической гребле в 1980-х годах. Чемпионка летних Олимпийских игр в Сеуле, чемпионка мира, победительница многих регат национального и международного значения.

## Биография
Карола Хорниг родилась 30 апреля 1962 года в городе Штендаль, ГДР. Проходила подготовку в Берлине в столичном спортивном клубе «Берлин-Грюнау».
Впервые заявила о себе в гребле в 1979 году, одержав победу в рулевых распашных четвёрках на юниорском мировом первенстве в Москве. Год спустя на аналогичных соревнованиях Хазевинкеле стала серебряной призёркой в той же дисциплине.
Первого серьёзного успеха на взрослом международном уровне добилась в сезоне 1982 года, когда вошла в основной состав восточногерманской национальной сборной и побывала на чемпионате мира в Люцерне, откуда привезла награду бронзового достоинства, выигранную в зачёте восьмёрок — в финале их экипаж обошли только команды из СССР и США.
В 1983 году на мировом первенстве в Дуйсбурге одержала победу в рулевых четвёрках.
Будучи действующей чемпионкой национального первенства, рассматривалась в качестве кандидатки на участие в Олимпийских играх 1984 года в Лос-Анджелесе, однако Восточная Германия вместе с несколькими другими странами социалистического лагеря бойкотировала эти соревнования по политическим причинам.
На чемпионате мира 1985 года в Хазевинкеле добавила в послужной список серебряную медаль, полученную в восьмёрках.
В 1986 году в той же дисциплине стала серебряной призёркой на мировом первенстве в Ноттингеме. В том же сезоне получила орден «Звезда дружбы народов» в серебре.
На чемпионате мира 1987 года в Копенгагене завоевала ещё одну серебряную медаль, на сей раз в рулевых четвёрках.
Благодаря череде удачных выступлений удостоилась права защищать честь страны на летних Олимпийских играх 1988 года в Сеуле — в составе команды, куда также вошли гребчихи Мартина Вальтер, Герлинда Добершюц, Бирте Зих и рулевая Сильвия Розе, заняла в женских рулевых четвёрках первое место, получив тем самым золотую олимпийскую медаль. За это выдающееся достижение по итогам сезона была награждена орденом «За заслуги перед Отечеством» в золоте.